# ادريانو غولدمان
ادريانو غولدمان (بالبرتغالية: Adriano Goldman‏) هو مصور سينمائي ومصور برازيلي، ولد في 1966 في ساو باولو في البرازيل.

## وصلات خارجية
- ادريانو غولدمان على موقع IMDb (الإنجليزية)
- ادريانو غولدمان على موقع قاعدة بيانات الأفلام العربية
- ادريانو غولدمان على موقع ألو سيني (الفرنسية)
- ادريانو غولدمان على موقع أول موفي (الإنجليزية)
- ادريانو غولدمان على موقع قاعدة بيانات الأفلام السويدية (السويدية)
- ادريانو غولدمان على موقع قاعدة بيانات الفيلم (الإنجليزية)
- ادريانو غولدمان على موقع كينوبويسك (الروسية)